# Dorfkirche Möbiskruge

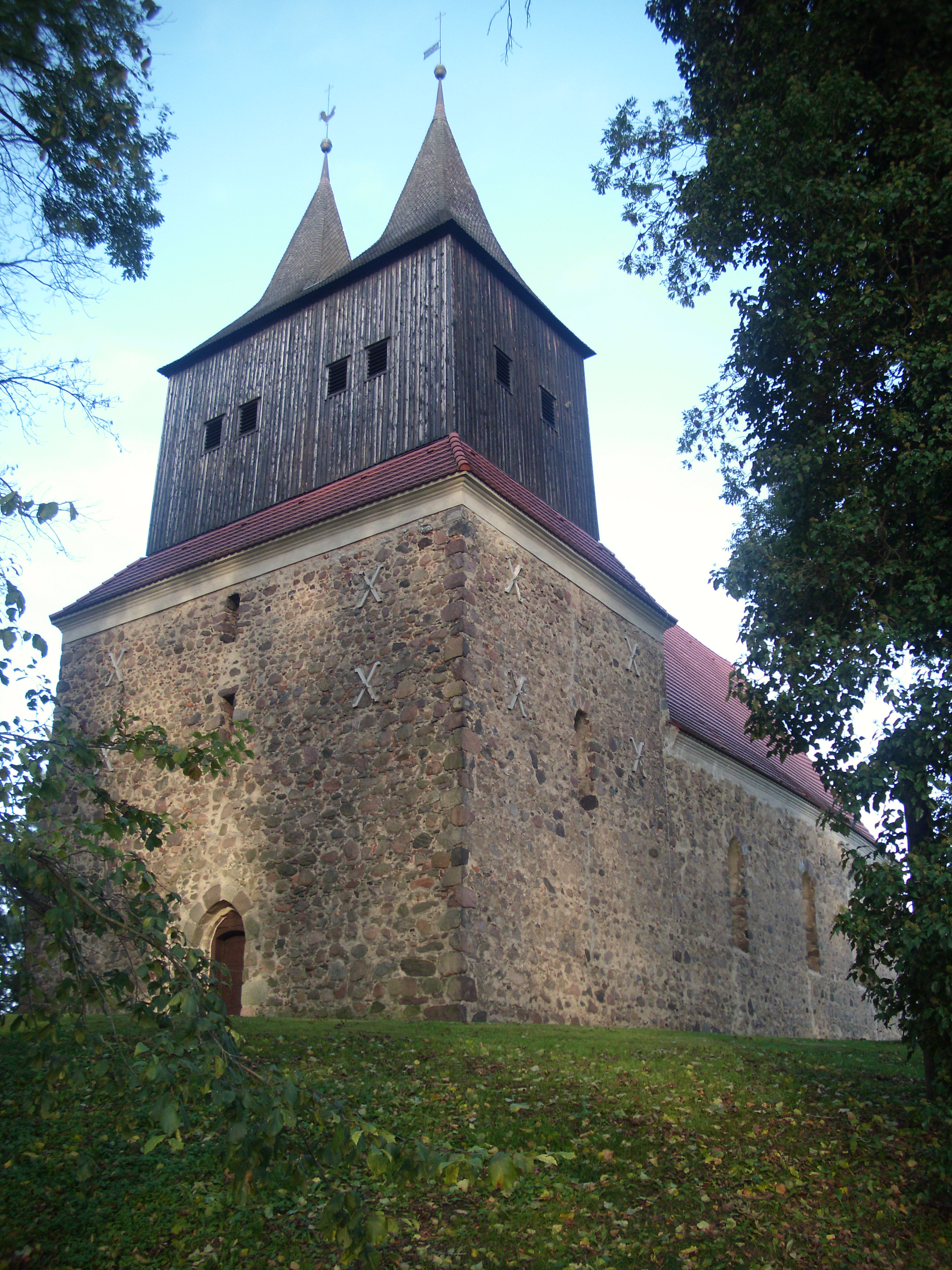
Dorfkirche Möbiskruge

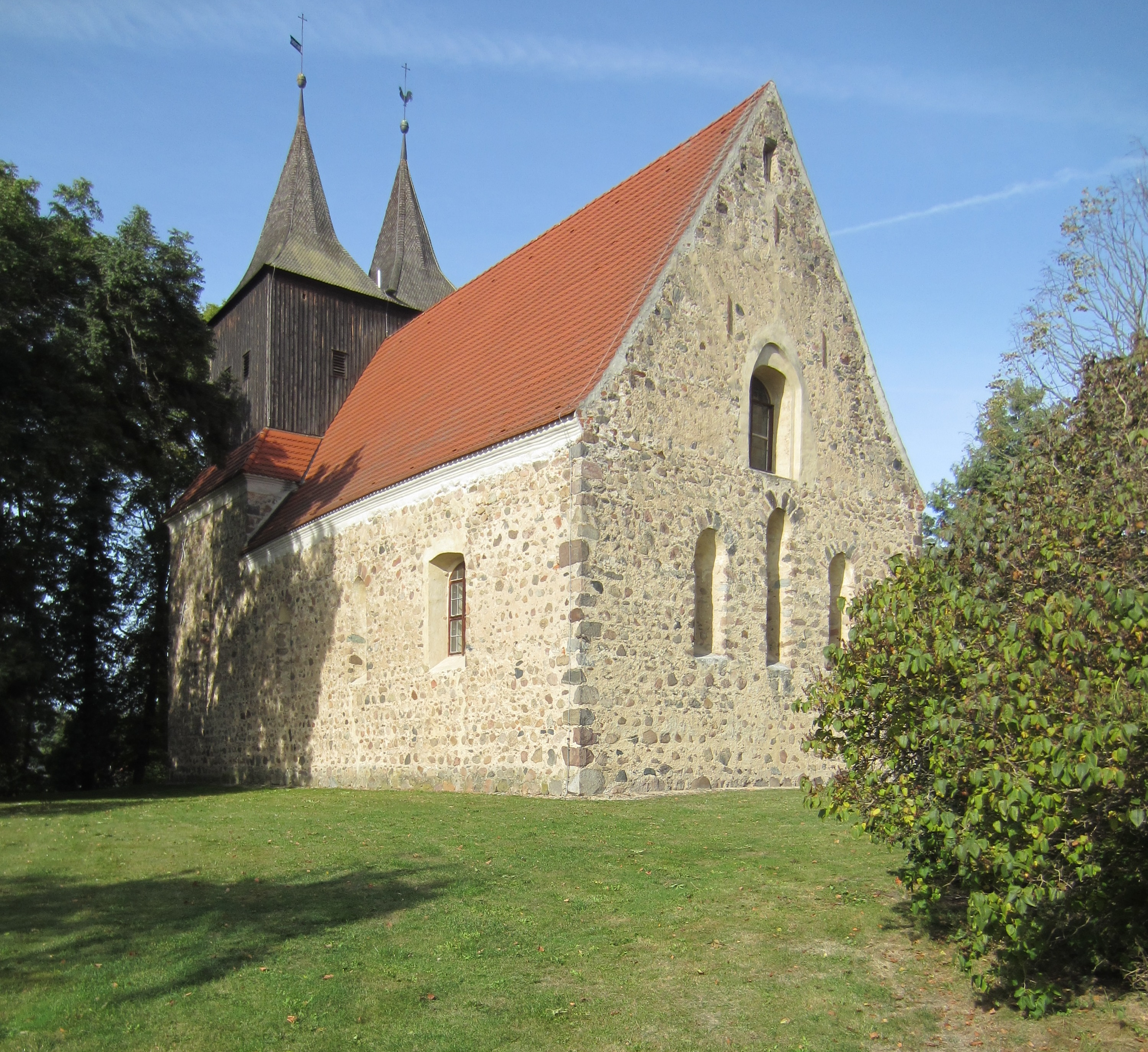
Südostansicht

Die evangelische Dorfkirche Möbiskruge ist eine gotische Saalkirche im Ortsteil Möbiskruge von Neuzelle im Landkreis Oder-Spree in Brandenburg. Sie gehört zur Kirchengemeinde zum Heiligen Kreuz in Neuzelle im Kirchenkreis Oderland-Spree der Evangelischen Kirche Berlin-Brandenburg-schlesische Oberlausitz.

## Geschichte und Architektur

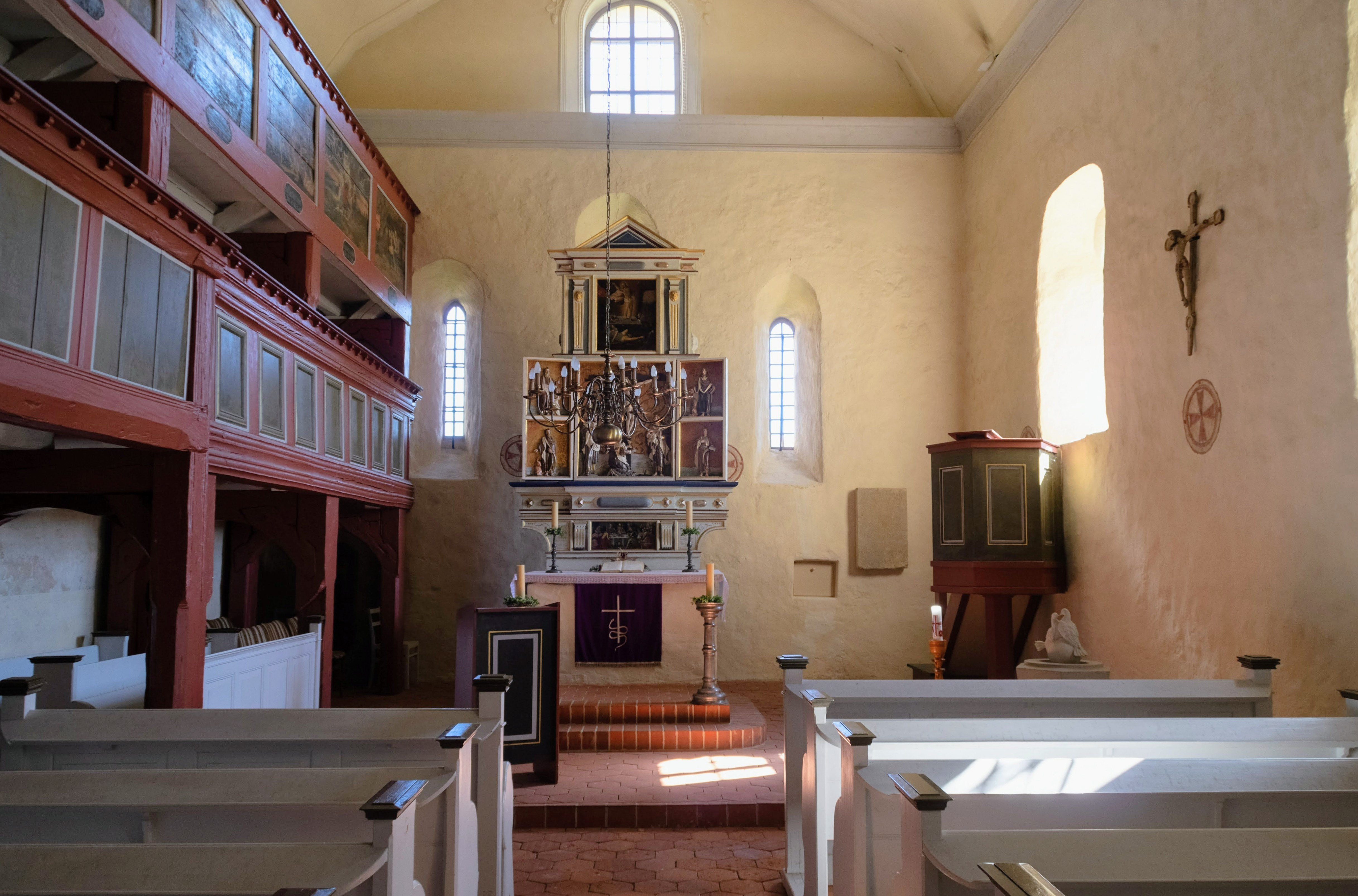
Innenansicht

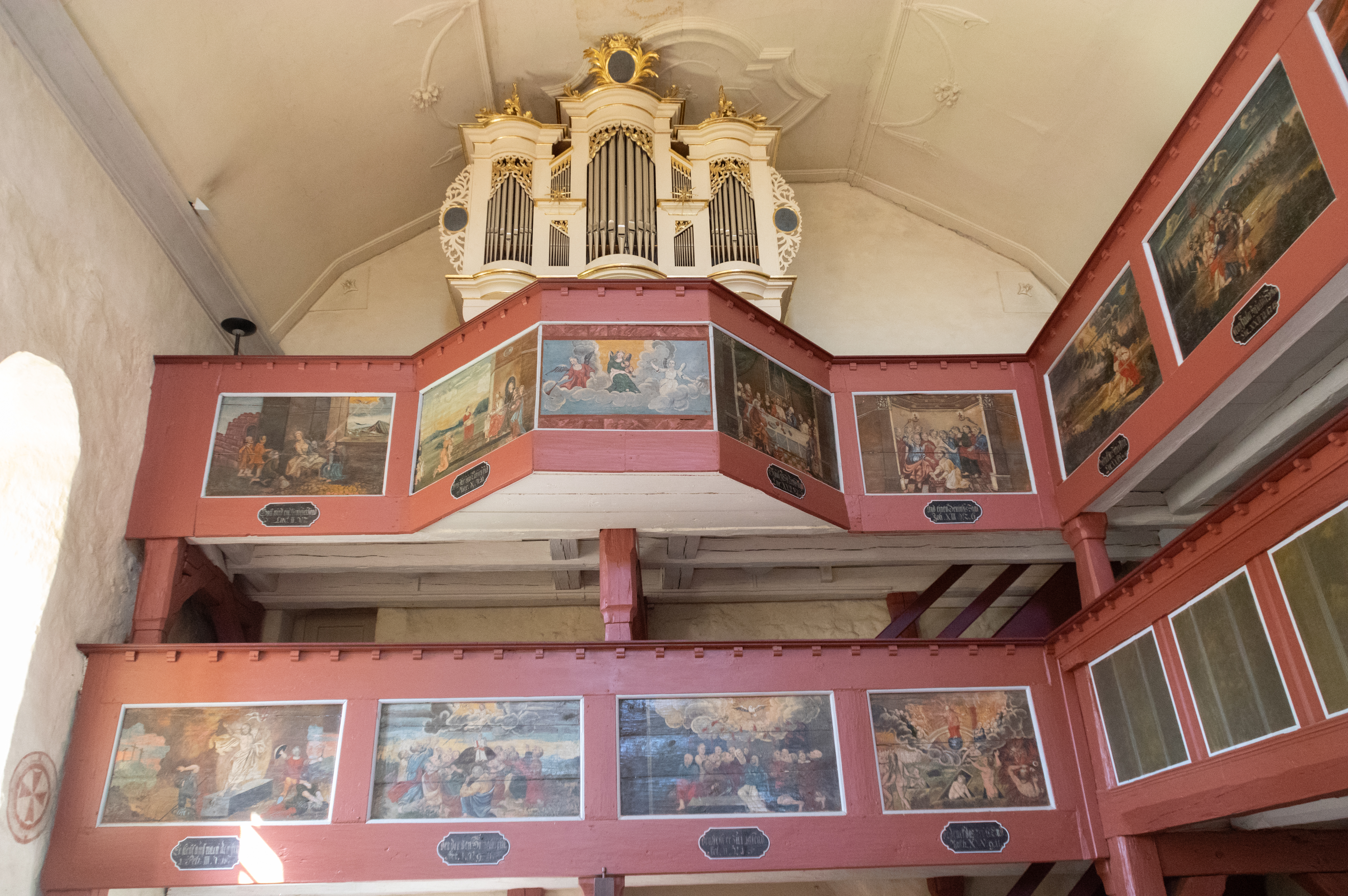
Emporen und Orgel

Auf dem Dorfanger erhebt sich ein vermutlich künstlich angelegter Hügel. Dort befindet sich die 1350 geweihte Kirche, sie wird von dem ehemaligen Friedhof umgeben, geschützt von einer Mauer aus dem Jahre 1546. Es befindet sich noch eine Pfarrergrabstelle auf dem Kirchhof. Vermutlich war die Kirche der Nachfolgebau einer ursprünglichen Kirche. Sie wurde als gotischer Feldsteinbau mit rechteckigem Grundriss erbaut. Ursprünglich erhalten geblieben sind die Fenster der Ostwand in ihrer gotischen Bauweise und der Turmunterbau an der Westseite aus der zweiten Hälfte des 17. Jahrhunderts. Vermutlich im Barock entstand das verbretterte Oberteil mit den beiden Spitzhelmen. An einer Spitze befindet sich die Wetterfahne mit der Aufschrift AD 1350. Die Eyer-Capelle auf dem heutigen Kapellenberg an der Diehloer Chaussee ist auf der Karte von 1742 verzeichnet, jedoch fanden sich dort nur Dachziegelreste und zahlreiche Feldsteine, welchen Bezug sie zur Kirche hat, ist heute nicht mehr bekannt.

## Ausstattung
An der West- und der Nordseite entstand im 18. Jahrhundert eine zweigeschossige Empore mit bemalten Brüstungsfeldern und vermutlich um 1800 eine im Zopfstil gehaltene tonnenartige Stuckdecke. Erhalten geblieben ist ein Altaraufsatz von etwa 1580, eine ziselierte Zinnkanne von 1648 und zwei Rokokovasen von 1773.

## Orgel
Die Orgel von 1798 wurde durch den Kobbelner Orgelbauer Johann George Gast eingebaut. 1994 wurde die mechanische Schleifladenorgel mit zehn Registern im Originalgehäuse durch W. Sauer Orgelbau Frankfurt (Oder)  als Opus 2263 restauriert und rekonstruiert.
| Manual C–f3   |       |
| Prinzipal     | 8′    |
| Gross Gedackt | 8′    |
| Flauto major  | 8′    |
| Octave        | 4′    |
| Klein Gedackt | 4′    |
| Quint         | 2 ⁄3′ |
| Octave        | 2′    |
| Mixtur III    | 1 ⁄3′ |

| Pedal C–d1    |     |
| Subbass       | 16′ |
| Principalbass | 8′  |

- Koppeln: I/P
- zwei Zimbelsterne

## Glocken
Im Turm finden sich drei Glocken. Aus der Glockengießerei Preger Frankfurt (Oder) stammt die älteste aus dem Jahr 1618; die beiden anderen wurden 1993 in der Glockengießerei Rincker in Sinn (Hessen) gegossen.

## Pfarrer
Die erhalten gebliebenen Kirchenbücher beginnen 1612. In das erste Buch wurden Aufzeichnungen übernommen, welche bis in den Beginn des 16. Jahrhunderts zurück reichen. Als erster evangelischer Pfarrer wurde 1558 Mattheus Titzius erwähnt. Im Lübbener Subskriptionsbuch finden sich ebenfalls Informationen zu den Geistlichen, welche einst in Möbiskruge tätig waren. Einer von ihnen war M. Christian Karl Keßler (* 25. Dezember 1755 in Kemberg; † 15. November 1821 in Möbiskruge). Er war von 1787 bis 1821 Pfarrer im Ort, nach seinem Tod hinterließ er sechs Kinder, seinen Mobiliarnachlass (Bibliothek, Möbel, Hausgerät, Wagen und Vieh) brachte man am 9. September 1822 in die Versteigerung. Ihm folgte dann 1822 Heinrich Wilhelm Vogel (* 8. Oktober 1794 Dobrilugk), welcher alles neu einrichten musste.